# Публий Корнелий Сципион Орестин
Публий Корнелий Сципион Орестин (лат. Publius Cornelius Scipio Orestinus) (около 5 до н. э. — около 20 года) — римский военный и политический деятель.
Публий Корнелий Сципион Орестин — сын Публия Корнелия Сципиона (претора в 7 году) и отец Ливии Корнелии Орестиллы, второй жены императора Калигулы. Согласно предположению Рональда Сайма, был сыном Публия Корнелия Лентула Сципиона (консула-суффекта во 2 году н. э.) Однако из надписи следует, что отец Публия Корнелия Сципиона Орестина не занимал консульской должности, а его деда звали Публием, что доказывает ошибочность этой версии.
Публий Корнелий Сципион Орестин занимал должности военного трибуна и децемвира по разрешению тяжб. Умер в молодости.